# アングロア属

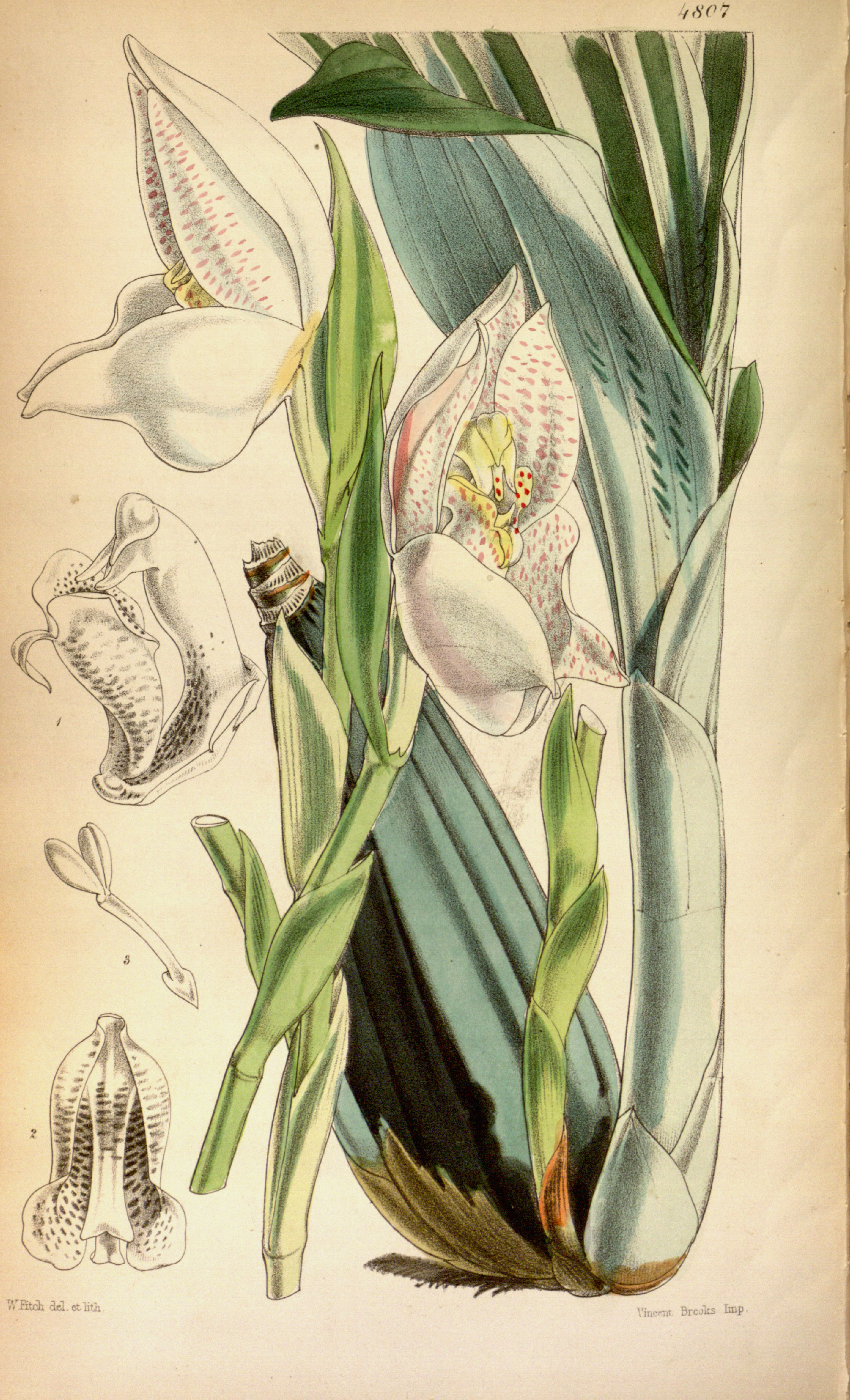
Anguloa_uniflora
「カーティス・ボタニカル・マガジン」から(画)ウォルター・フィッチ

アングロア属 Anguloa はラン科植物の1属。花が壺状で上向きに咲くため、チューリップオーキッドなどと呼ばれる。リカステ属に近縁で交雑種も作られている。

## 概説
アングロア属はリカステ属に近縁な大型のランである。花は上向きに咲いて壺状ないしカップ状であり、チューリップに似ている。このことから時にチューリップオーキッドとも呼ばれる。また唇弁が蝶番に接続して揺れることから『揺り籠ラン』の名もある。なお、これは唇弁の形が乳児を思わせ、それがカップ状の花冠の中に収まるさまに依るとも言う。
学名はペルーの植物学者である Don Francisco de Angulo (?-1790頃)に献名されたものである。大柄で美しく観賞用に栽培されることもある。特に本属とリカステ属との人工交配であるアングロカステも作られている。

## 特徴

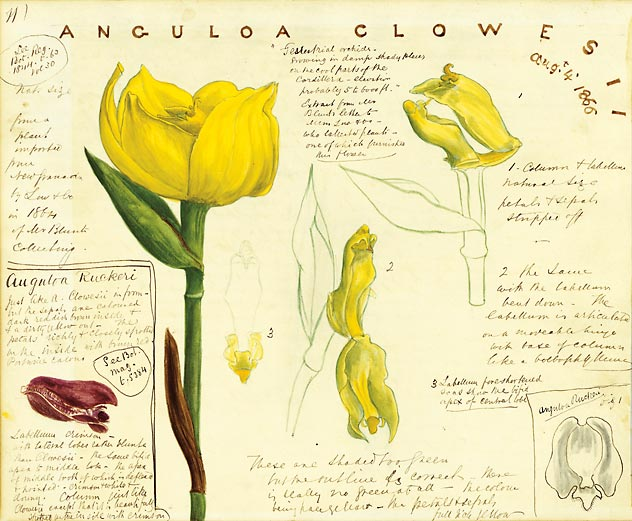
A. clowesii・花の構造
ジョン・デイのスケッチ

地上性または着生の大型になるラン。偽球系はやや扁平な卵形で、縦に皺が入る。葉はその先端に3-4枚をまとめて生じ、長楕円形で革質、縦皺がある。偽鱗茎が完成すると葉を落として休眠する。
花茎は偽鱗茎の基部から数本出てそれぞれ先端に1花をつける。花は大きくて多肉質、学と花弁が大きくて重なり合って壺状、ないしコップ型になり、多くは上を向いて開く。唇弁は三裂、側花弁と萼片の中に収まる。その基部は蕊柱と可動の関節で接続する。唇弁は揺れ動くことが出来る。

## 分布と生育環境
南アメリカのコロンビア、ベネズエラ、エクアドル、ペルーなどのアンデス山脈に分布。標高1500-2500mに生育し、崖や急斜面の地上にあるか、コケが生えた樹上に着生する。

## 分類
1. A. × acostae Oakeley  (A. eburnea × A. hohenlohii)
2. A. brevilabris Rolfe
3. A. cliftonii J.G.Fowler
4. A. clowesii Lindl.
5. A. dubia Rchb.f.
6. A. eburnea Linden ex B.S.Williams
7. A. hohenlohii C.Morren
  1. var. hohenlohii
  2. var. macroglossa (Schltr.) Oakeley
8. A. × rolfei Sander ex Rolfe (A. brevilabris × A. cliftonii)
9. A. × ruckeri Lindl. (A. clowesii × A. hohenlohii)
10. A. × speciosa Linden (A. tognettiae × A. virginalis)
11. A. tognettiae Oakeley
12. A. uniflora Ruiz & Pav.
13. A. virginalis Linden ex B.S.Williams
  1. var. turneri (B.S.Williams) Oakeley
  2. var. virginalis

## 利害
洋ランとして園芸用に栽培される。略称は Ang. である。
人工交配も行われている。だが、より重要なのは本属とリカステの人工交配品で、これをアングロカステ Angulocaste (Amgcst.)という。最初に作られたのは1903年登録のものであるが、その後あまり作られなかった。しかしその後次第に増加して1994年には60程が登録された。それらはリカステ属の花形と、より大きく豊かな花容、それに夏の暑さへの耐性を求めての交配である。多くは性質がリカステより強健。